# Miss Peregrine's Home for Peculiar Children
Miss Peregrine's Home for Peculiar Children is een Amerikaanse fantasyfilm uit 2016, geregisseerd door Tim Burton en gebaseerd op de gelijknamige roman van Ransom Riggs.

## Verhaal
De geliefde grootvader van de 16-jarige Jacob "Jake" Portman wordt vermoord, maar hij laat voor Jake aanwijzingen achter over een mysterie dat deze wereld en tijd overstijgt. Dankzij de aanwijzingen ontdekt Jake een magische plek op een mysterieus eiland: mevrouw Peregrines weeshuis voor bijzondere kinderen. Maar als hij kennismaakt met de bewoners en hun bijzondere gaven en hun krachtige vijanden, wordt het mysterie alsmaar groter en gevaarlijker. Jake ontdekt dat zijn eigen 'bijzondere' gave het enige is dat zijn nieuwe vrienden kan redden.

## Rolverdeling
| Acteur            | Personage                 |
| ----------------- | ------------------------- |
| Eva Green         | Miss Alma LeFay Peregrine |
| Asa Butterfield   | Jacob "Jake" Portman      |
| Chris O'Dowd      | Franklin Portman          |
| Terence Stamp     | Abraham Portman           |
| Judi Dench        | Miss Esmeralda Avocet     |
| Kim Dickens       | Mrs. Portman              |
| Ella Purnell      | Emma Bloom                |
| Samuel L. Jackson | Mr. Barron                |

## Productie
Er werd in juli 2015 twee weken gefilmd op locatie in Kasteel Torenhof in Brasschaat in de provincie Antwerpen. De schrijver baseerde de beschrijving van het tehuis in zijn boek op kasteel Nottebohm in Brecht⁣, maar daar kon niet gefilmd worden en er werd in Brasschaat een locatie gevonden in bijna dezelfde bouwstijl.